# Горноколичанско училище
Горноколичанското училище (на македонска литературна норма: Горноколичанско училиште) е сграда в скопското село Горно Количани, Северна Македония, обявена за културно наследство на Северна Македония.
Сградата е изградена в 1978 година върху основите на старото училище, в което по време на комунистическата съпротива във Вардарска Македония в годините на Втората световна война е разположен щабът на Дванадесета македонска ударна бригада и е превърната в музей. Открита е на 12 ноември 1978 година.